# Баку-Сумгаїт (поїзд)

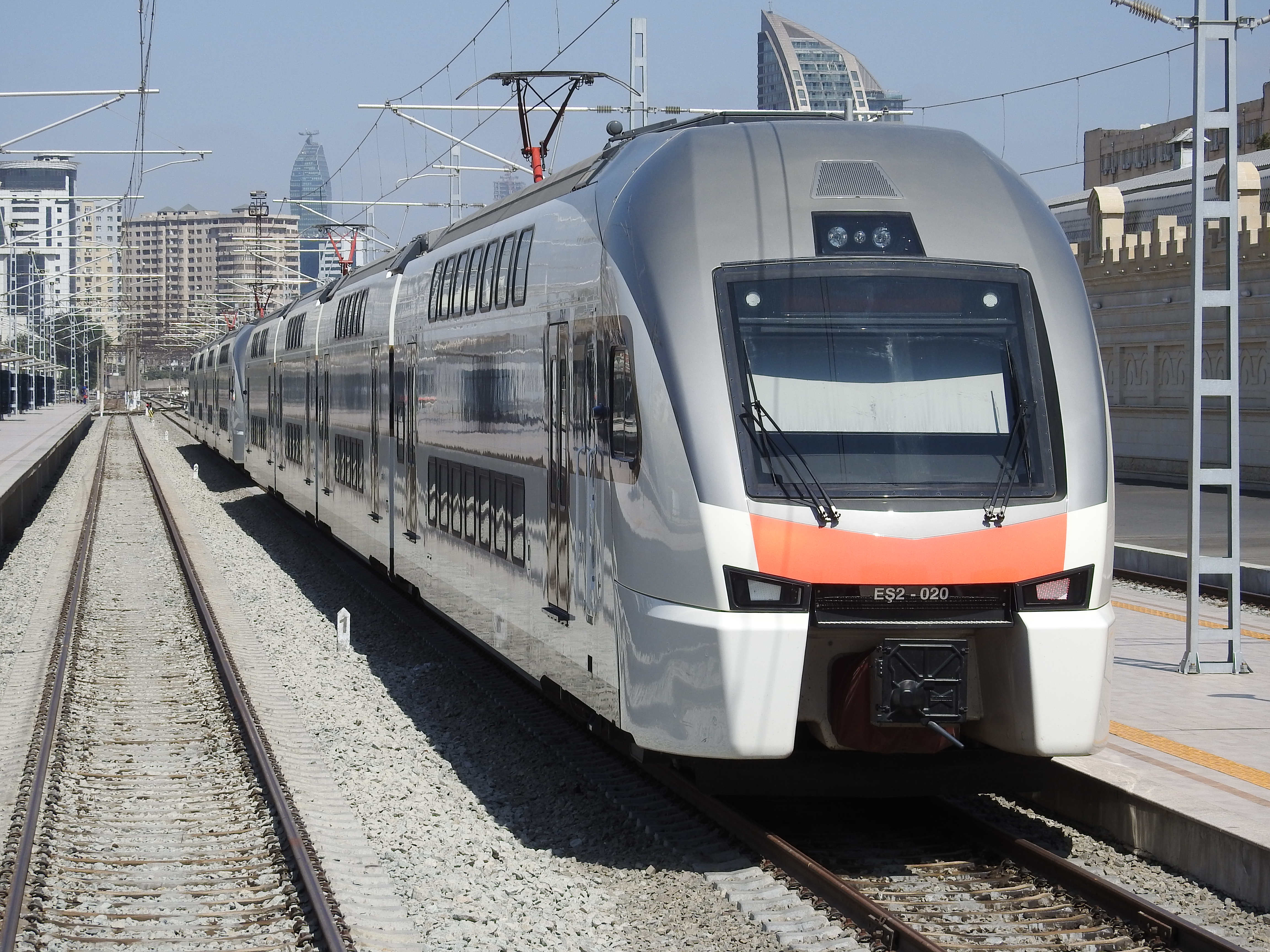
Потяг Баку-Сумгаїт на станції Баку

Баку-Сумгаїт — поїзд між містом Баку та містом Сумгаїт, який з'єднує місто Баку та півострів Абшерон для руху людей між містами відправлення та прибуття, що мають важливе значення, маршрут кругової залізничної лінії Баку-Сумгаїт-Баку.

## Історія

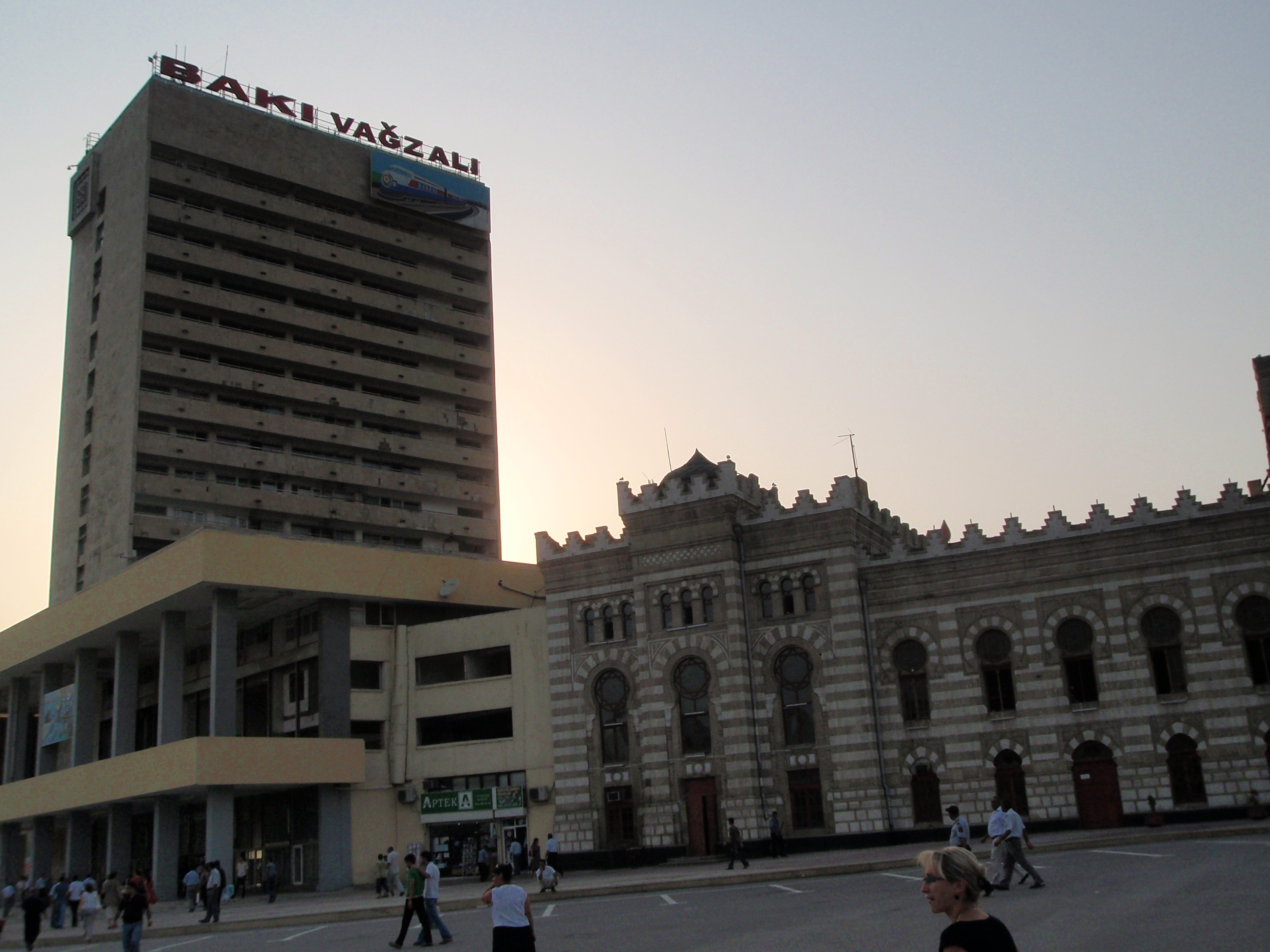
Залізничний вокзал Баку

Потяг Баку-Сумгаїт працював з радянських часів. У 2015 році кругову залізницю Баку-Сумгаїт-Баку розділили на дві частини і розпочалася реконструкція залізничної інфраструктури Баку-Сумгаїт. До цього часу останні ремонтні роботи в цій галузі проводилися в 1985 році.

### Церемонія відкриття
Діяльність поїзда Баку-Сумгаїт була в центрі уваги президента. Так, Президент Азербайджанської Республіки Ільхам Алієв ознайомився з новим електропоїздом, привезеним до Баку 3 червня 2015 року та реконструкційними роботами на кільцевій залізниці Баку-Сумгаїт-Баку та 12 вересня 2015 року побував на пасажирській станції Баку. Беручи участь у церемонії відправлення першого пасажирського поїзда на маршруті Баку-Сумгаїт, він перерізав стрічку, що символізує відправлення поїзда, і дзвонив у дзвін.

## Потяги

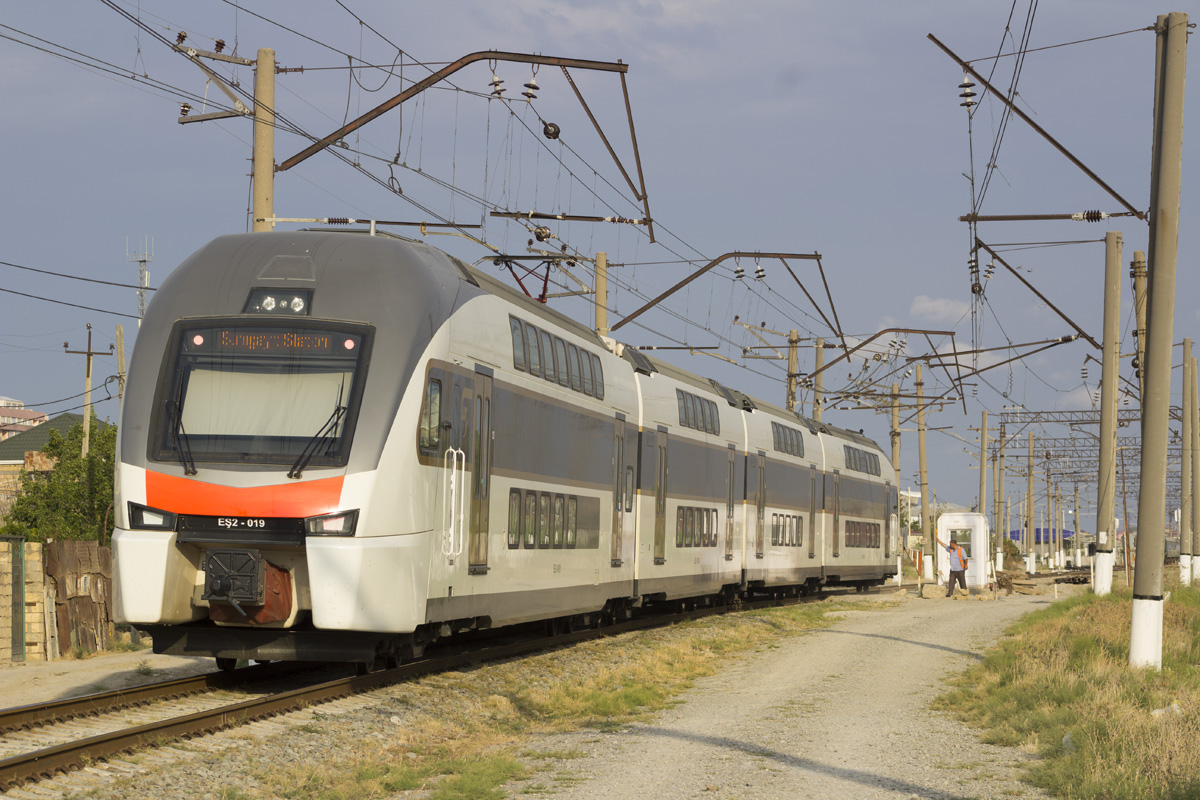
«EŞ2-019»

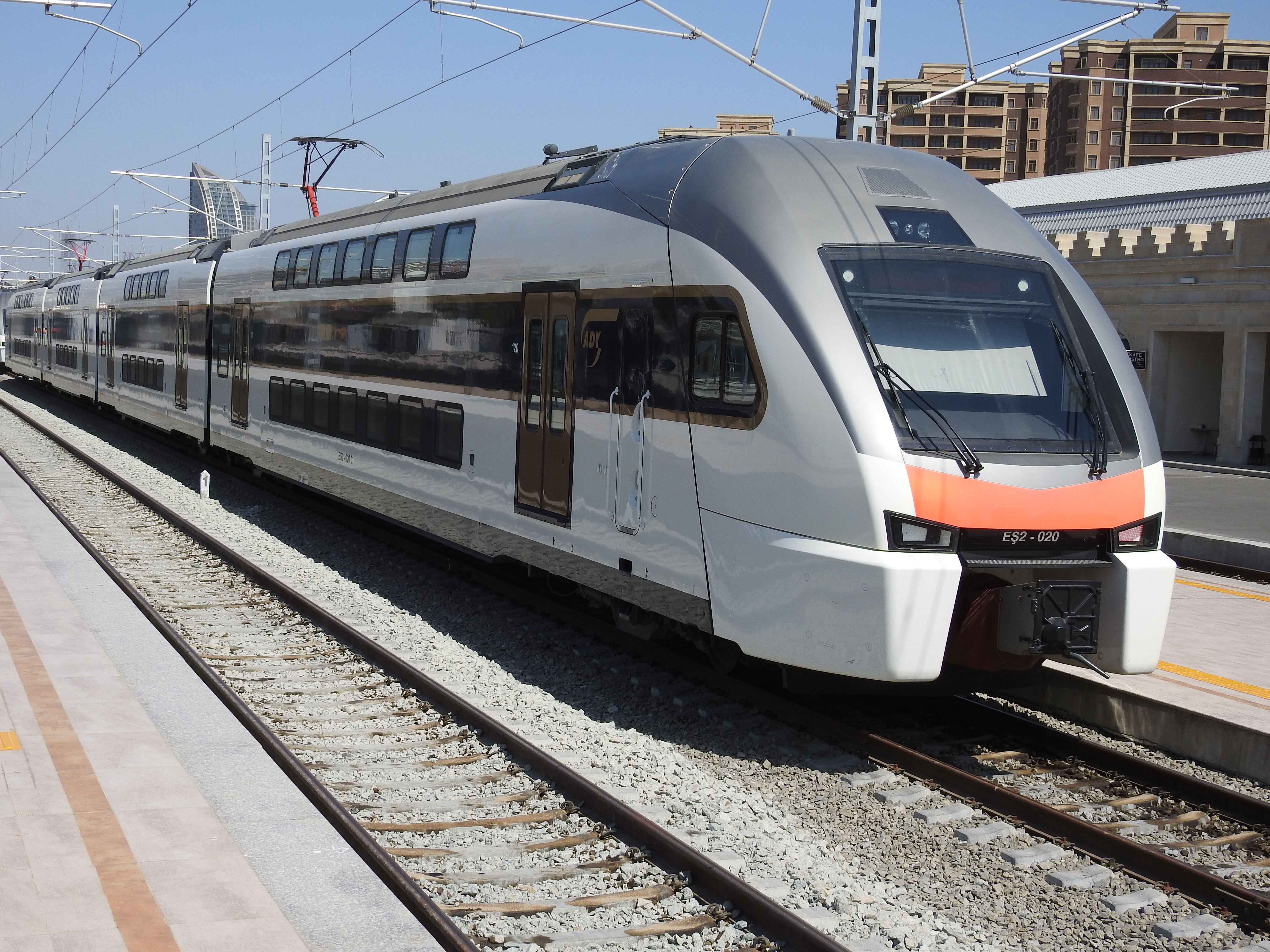
«EŞ2-020»

За цим маршрутом заплановано курсування 10 поїздів.

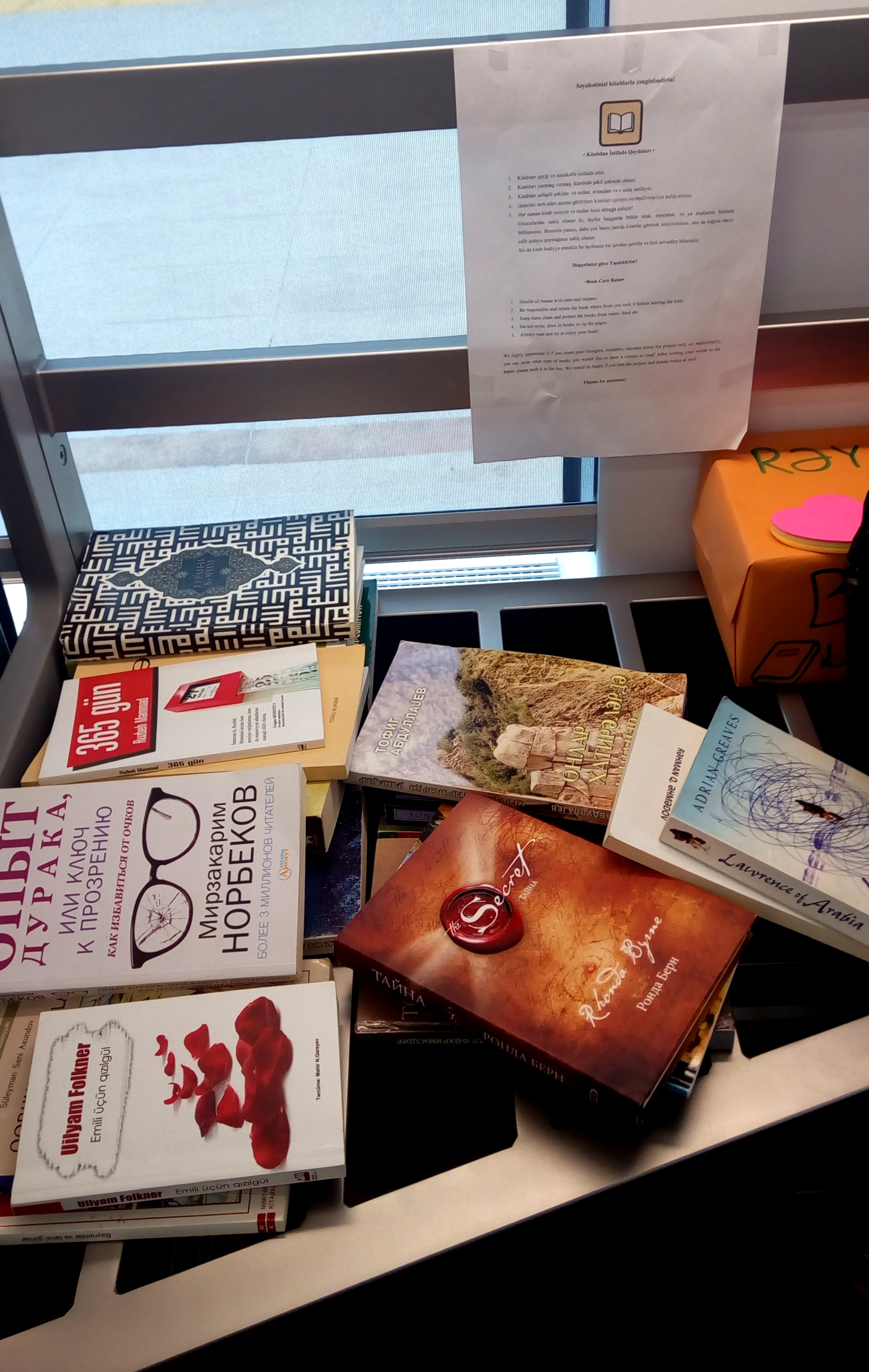
Букологія в поїзді Баку-Сумгаїт

Для комфортного, швидкого та безпечного перевезення пасажирів за маршрутом Баку-Сумгаїт у 2015 році були введені в експлуатацію швидкісні електропоїзди «ES2» швейцарської компанії «Stadler Rail Group». Фабрика «Штадлер Мінськ» виробляла електропоїзди марки «KISS» для кожного з 4 автомобілів. Кожен із цих двоповерхових поїздів має загальну місткість 919 пасажирів та 396 місць. 
Перший вагон електропоїздів належить до бізнес-класу, у ньому 84 місця. Інші три вагони — є стандартні. Створено умови для пасажирів з обмеженими можливостями для користування поїздами.
Потяги мають доступ до Інтернету через Wi-Fi.

## Інтервал руху
Поїзди курсують від Сумгаїт до Баку і навпаки, з різними інтервалами. Таким чином, залежно від кількості пасажирів, до розкладу можуть бути внесені доповнення та зміни.
Середня швидкість руху поїздів, включаючи зупинки на залізничній лінії, становить 63 кілометри на годину.
Час електропоїздки на лінії Баку-Біладжарі-Сумгаїт займав 1 годину та 22 хвилини, але після реконструкції у 2015 році на поїздку йшло 40 хвилин. На лінії Баку-Забрат-Сумгаїт час поїздки скоротився з 1 години 29 хвилин до 52 хвилин після реконструкції.

## Довжина
Загальна довжина поїздки Баку-Сумгаїт — 84 кілометри. Лінія Баку-Біладжарі-Сумгаїт, що входить до першої частини, становить 42 кілометри, а лінія Баку-Забрат-Сумгаїт, що входить у другу частину, становить 49 кілометрів. У першій частині маршруту є такі пасажирські станції: Баку, Кешла, Біладжарі, Хірдалан, Гуздек, Сумгаїт, пункти роз'єднання 10-го та 6-го кварталів . 106 комплектів розподільних пристроїв встановлено на головних дорогах станції та пунктах розділення.

## Розклад

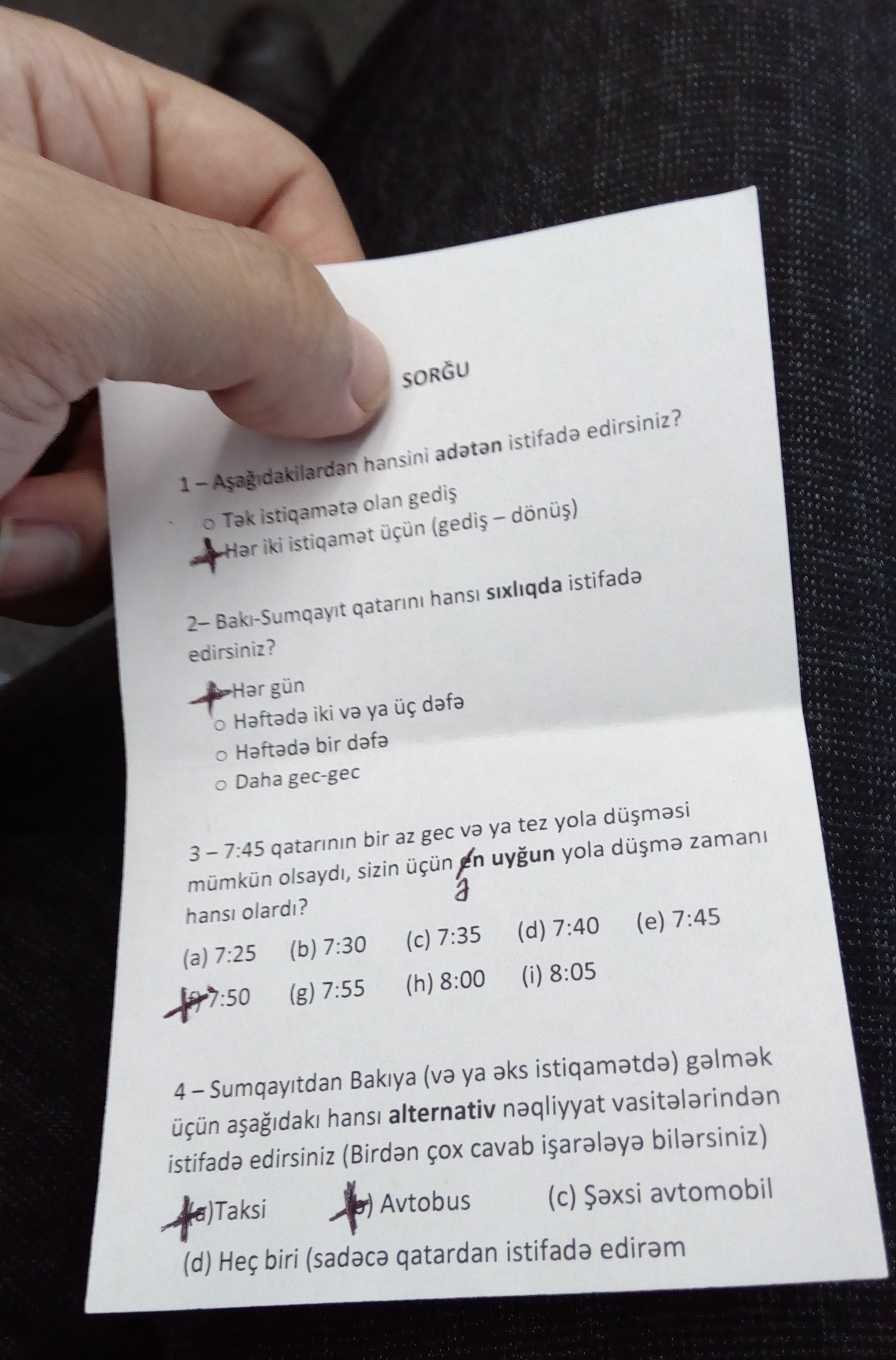
Опитування в поїзді Баку-Сумгаїт

Розклад руху поїзда Баку-Сумгаїт із початку експлуатації поїзда кілька разів змінювався. Графік руху поїзда станом на жовтень 2017 року був такий:

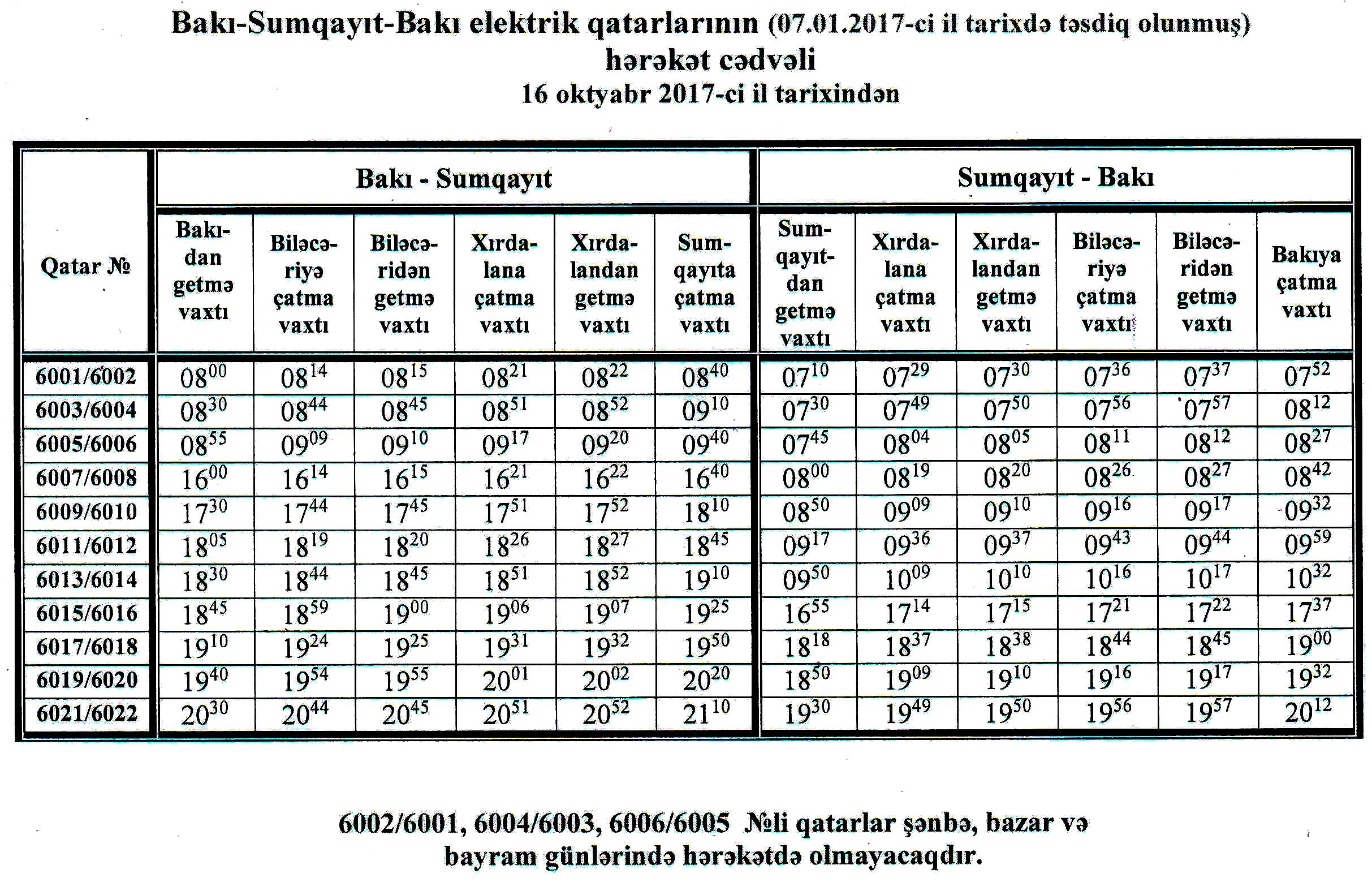
Розклад поїзда Баку-Сумгаїт

## Пасажирські станції

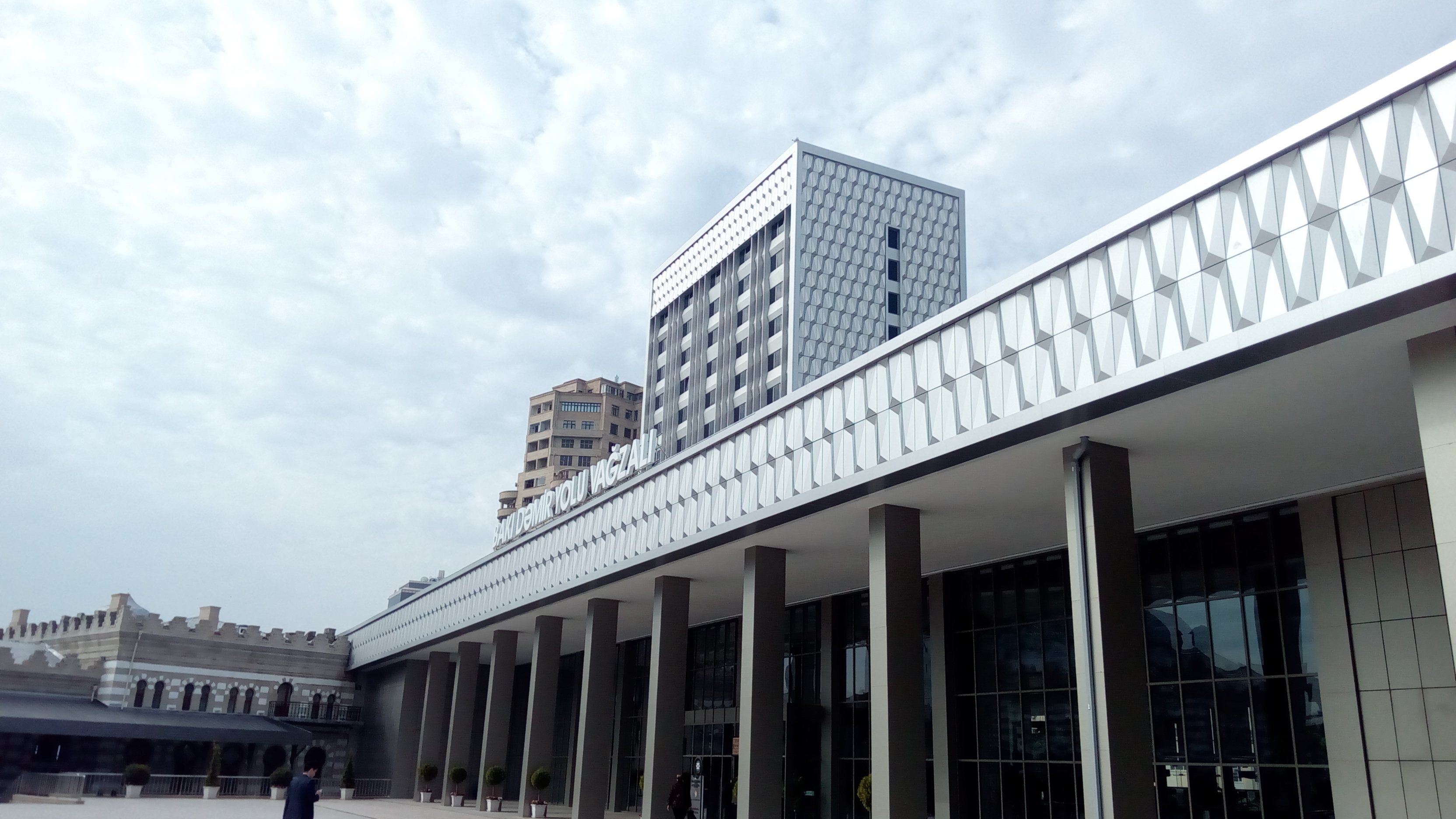
Залізничний вокзал Баку

Всього на кільцевій залізниці заплановано 23 станції та зупинки.
Через реконструкційні роботи, розпочаті у 2015 році, заплановані 6 станцій — Кешла, Дарнагул, Бінагаді, Біладжарі, Хирдалан, Гюздак на першій частині дороги Баку-Біладжарі-Сумгаїт та 11 станцій - Нариманов, Кешла, «Кероглу», Бакіханов, Сабунчу, Забрат 1, Забрат 2, Мамедлі, Піршаги, Гореділ, Новхани на другій частині дороги Баку-Сабунчу-Сумгаїт.

### Бакінський вокзал

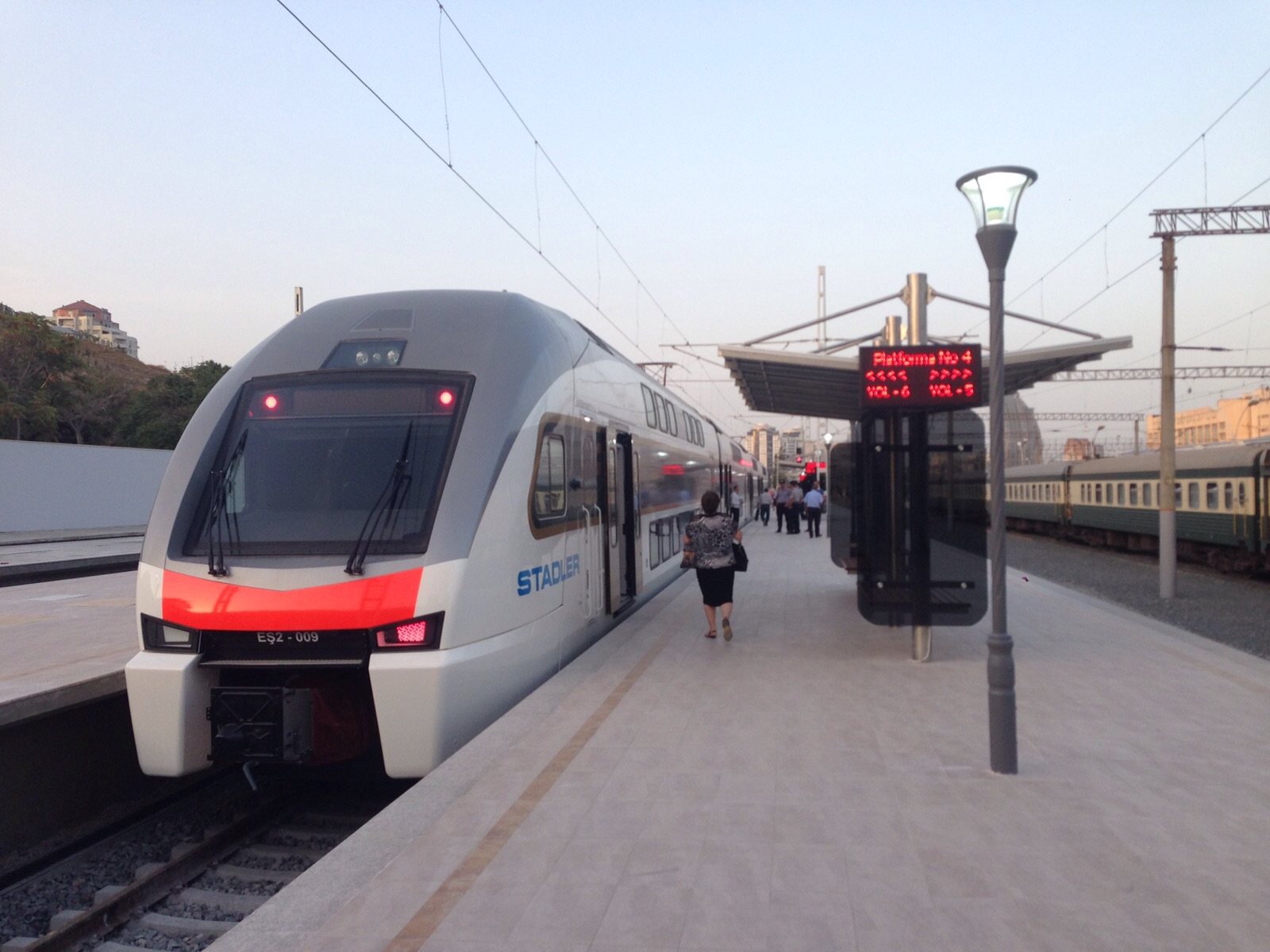
Потяг Баку-Сумгаїт ES2-009 на станції Баку

У рамках реконструкції пасажирського вокзалу Баку у 2015 році було збудовано 4 нові платформи, одна з яких довжиною 310 метрів, а інші 254 метри. Того ж року станція здійснила капітальний ремонт чотирьох колій для прийому та відправлення поїздів, оновила контактну мережу та сигнальну техніку.
Тут розташований 17-поверховий готель «Вагзал» загальною площею 8000 квадратних метрів та зал очікування для пасажирів.

### Сумгаїтська пасажирська станція

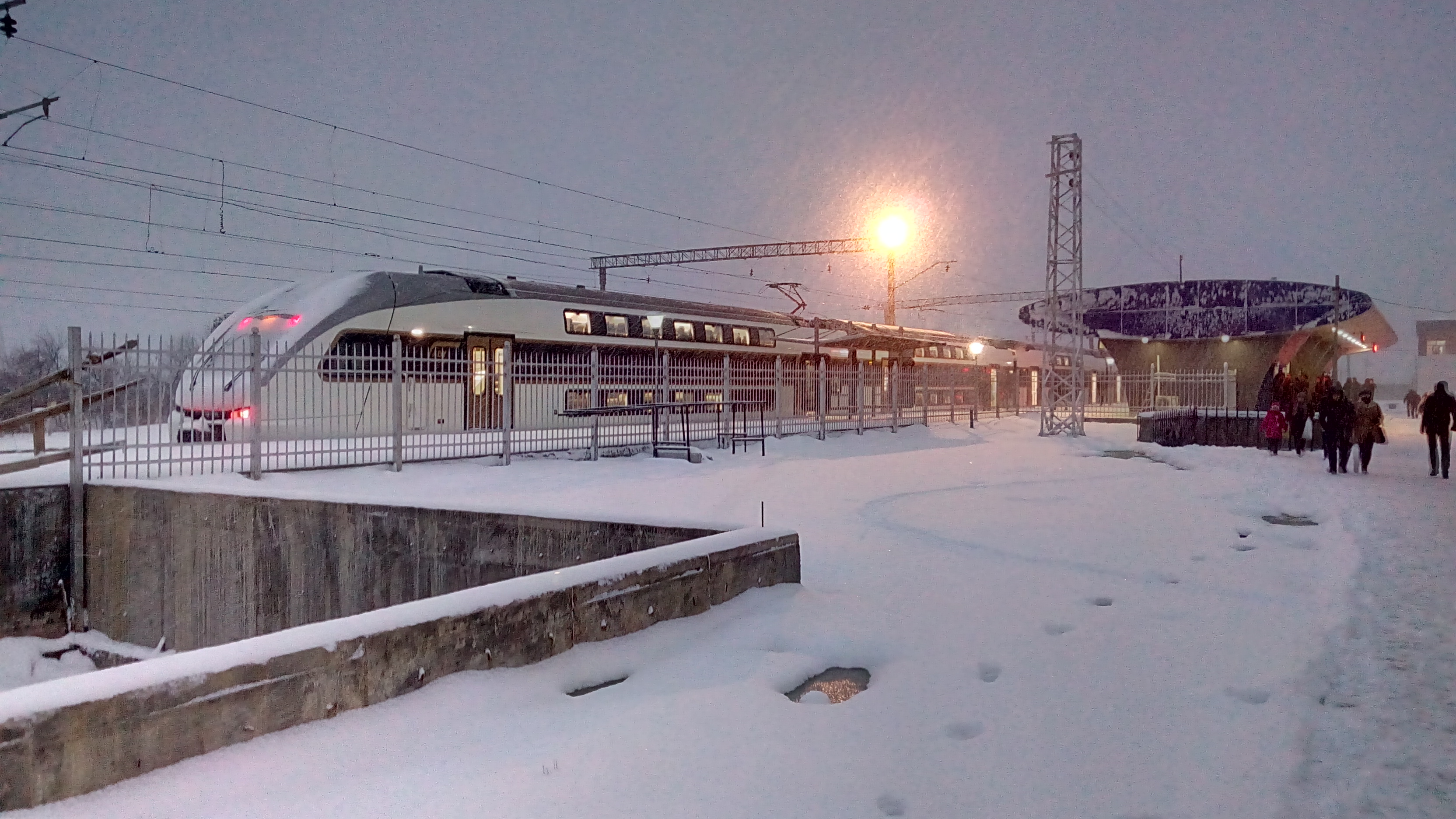
Потяг Баку-Сумгаїт ES2 на станції Сумгаїт

Площа станції у 10 тисяч квадратних метрів п'ятиповерхівки в Сумгаїті у 2015 році була знесена, і будувалася нова будівля. 16 листопада 2018 року Президент Азербайджанської Республіки Ільхам Алієв також взяв участь у відкритті комплексу залізничного вокзалу Сумгаїт у рамках свого візиту до Сумгаїт.

## Продаж квитків

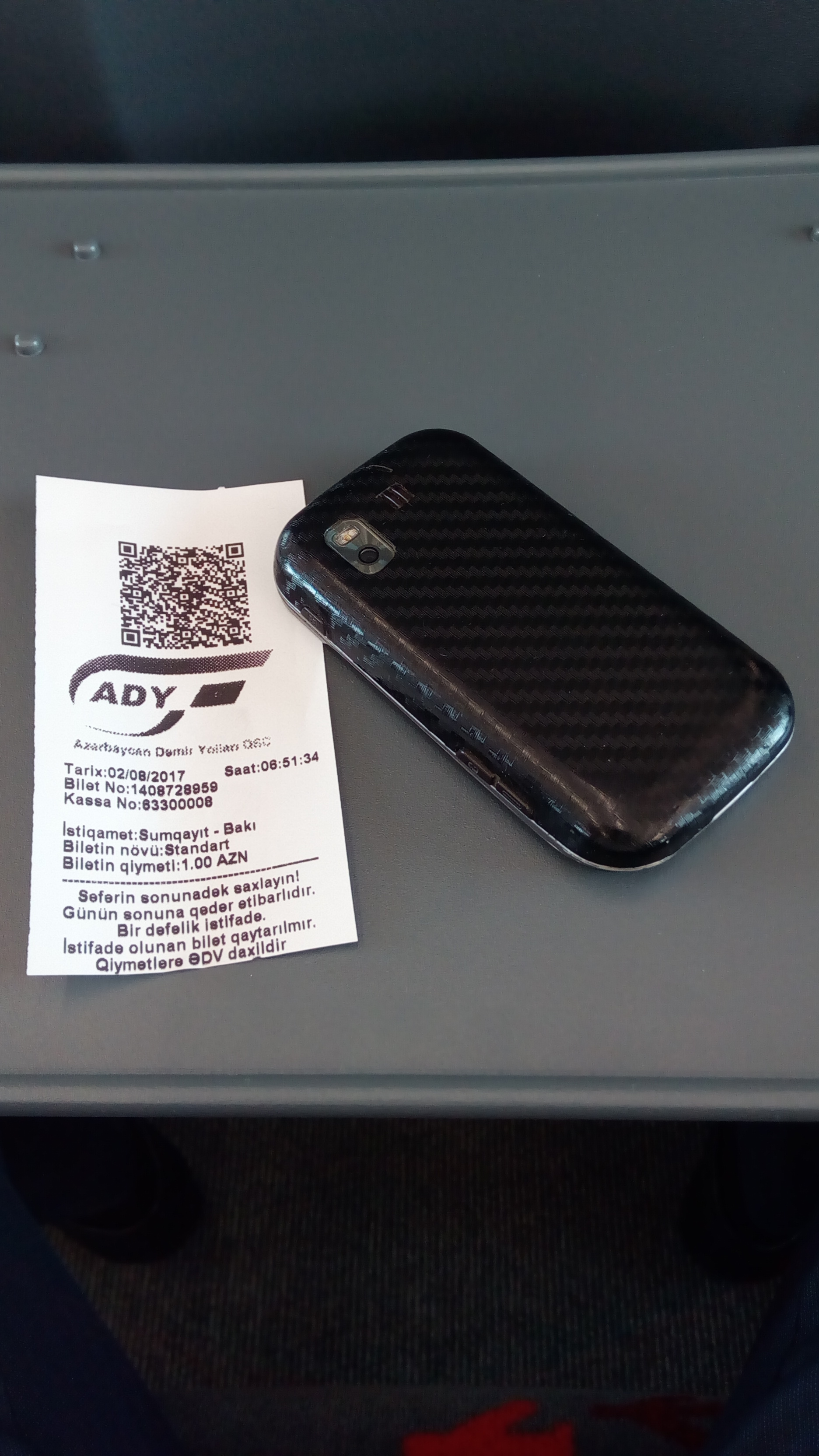
Квиток на поїзд Баку — Сумгаїт

Квитки на поїзд можна придбати як в автоматичних кіосках на відповідних пасажирських станціях, так і в касах.
Перший пасажирський квиток на поїзд 12 вересня 2015 року як сувенір був подарований главі держави. Також безкоштовно користувалися пасажири поїздом протягом перших трьох днів.
На засіданні Ради з тарифів (цін) Азербайджанської Республіки, що відбулося 14 вересня 2015 року, було розглянуто звернення ЗАТ «Азербайджанські залізниці» та затверджено тарифи на послуги пасажирських перевезень на електричні поїзди, що курсують у напрямку Баку-Сумгаїт-Баку. Рішенням Ради тариф на проїзд від залізничного вокзалу Баку до залізничного вокзалу Сумгаїт був затверджений у розмірі 80 копійок, а на проміжних станціях — від 20 до 70 коп. з урахуванням тарифів на міжміський та приміський альтернативний транспорт та відстань між станціями. Ці тарифи набули чинності 15 вересня 2015 року. З 3 березня 2017 року тарифи були підвищені, як показано в таблиці нижче:
| Вартість тарифу на маршруті Баку-Біладжарі-Сумгаїт | Вартість тарифу на маршруті Баку-Біладжарі-Сумгаїт | Вартість тарифу на маршруті Баку-Біладжарі-Сумгаїт | Вартість тарифу на маршруті Баку-Біладжарі-Сумгаїт | Вартість тарифу на маршруті Баку-Біладжарі-Сумгаїт |
| -------------------------------------------------- | -------------------------------------------------- | -------------------------------------------------- | -------------------------------------------------- | -------------------------------------------------- |
| Напрямок                                           | Економ                                             | Економ                                             | Бізнес                                             | Бізнес                                             |
| Напрямок                                           | З пластиковою карткою                              | друковані з квитком                                | З пластиковою карткою                              | друковані з квитком                                |
| Баку-Біладжарі (Біладжарі-Баку)                    | 0,40                                               | 0,50                                               | 1,60                                               | 1,70                                               |
| Баку-Хірдалан (Хірдалан-Баку)                      | 0,60                                               | 0,70                                               | 1,80                                               | 1.90                                               |
| Біладжарі-Хірдалан (Хірдалан-Біладжарі)            | 0,40                                               | 0,50                                               | 1.20                                               | 1.30                                               |
| Біладжарі-Сумгаїт (Сумгаїт-Біладжарі)              | 0,80                                               | 0,90                                               | 1,80                                               | 1.90                                               |
| Хірдалан-Сумгаїт (Сумгаїт-Хірдалан)                | 0,60                                               | 0,70                                               | 1,60                                               | 1,70                                               |

Станом на 13 серпня 2018 року в цих поїздах разом із системою продажу квитків використовуються електронні пластикові платіжні картки.
| Напрямок                         | Економ                | Економ              | Бізнес                | Бізнес              |
| Напрямок                         | З пластиковою карткою | друковані з квитком | З пластиковою карткою | друковані з квитком |
| Баку-Кешла (Кешла-Баку)          | 0,40                  | 0,50                | 1.00                  | 1.10                |
| Баку-Короглу (Короглу-Баку)      | 0,40                  | 0,50                | 1.00                  | 1.10                |
| Баку-Бакіханов (Bakikhanov-Baku) | 0,50                  | 0,60                | 1,40                  | 1,50                |
| Баку-Сабунчу (Сабунчу-Баку)      | 0,50                  | 0,60                | 1,50                  | 1,60                |
| Баку-Забрат-1 (Забрат-1-Баку)    | 0,60                  | 0,70                | 1,60                  | 1,70                |
| Баку-Забрат-2 (Забрат-2-Баку)    | 0,60                  | 0,70                | 1,60                  | 1,70                |
| Баку-Маммадлі (Mammadli-Baku)    | 0,70                  | 0,80                | 1,70                  | 1,80                |
| Баку-Піршаги (Піршаги-Баку)      | 0,80                  | 0,90                | 1,80                  | 1.90                |
| Баку-Гореділ (Гореділ-Баку)      | 0,90                  | 1.00                | 1.90                  | 2.00                |
| Баку-Новхані (Новхані-Баку)      | 1.00                  | 1.10                | 2.00                  | 2.10                |
| Баку-Сумгаїт (Сумгаїт-Баку)      | 1.00                  | 1.10                | 2.00                  | 2.10                |